# Jagalan (Semarang Tengah)
Jagalan is een bestuurslaag in het regentschap Semarang van de provincie Midden-Java, Indonesië. Jagalan telt 4919 inwoners (volkstelling 2010).